# Hyalobathra thomealis
Hyalobathra thomealis là một loài bướm đêm trong họ Crambidae.